# Вітторіо Поццо
Вітто́ріо По́ццо (італ. Vittorio Pozzo; 2 березня 1886, Турин, Королівство Італія — пом. 21 грудня 1968, там же) — італійський футболіст і тренер, відомий як Старий Майстер (італ. Il Vecchio Maestro). Один з перших теоретиків футбольної стратегії.
Багаторічний очільник тренерського штабу національної збірної Італії, з якою працював загалом майже двадцять років. За кількістю офіційних матчів, проведених на чолі італійської національної команди, поступається лише Енцо Беардзоту. У 97 матчах, проведених італійцями під керівництвом Поццо, команда 65 разів святкувала перемогу.
Єдиний тренер, якому вдалося двічі виграти світову футбольну першість (у 1934 та 1938). Також приводив італійців до золотих нагород на Олімпійських іграх (у 1936).

## Ігрова кар'єра
Вихідець з не дуже заможної туринської родини Вітторіо Поццо на початку XX сторіччя проходив навчання в Англії, де зацікавився порівняно новим для континентальної Європи видом спортом, футболом, і вирішив присвятити своє подальше життя цій грі.
У 1905—1906 роках юний італієць продовжував навчання у Швейцарії, де вже грав за місцеву команду «Ґрассгоппер». Після цього повернувся до рідного міста, де увійшов до першого складу щойноствореного місцевого футбольного клубу «Торіно». Виступав за цю команду до 1911 року.

## Кар'єра тренера
1912 року Поццо було запропоновано зайнятися підготовкою національної збірної Італії для участі у її першому міжнародному змаганні — футбольному турнірі на V Літніх Олімпійських іграх у Стокгольмі. Таким чином, попри свій молодий вік (26 років), Поццо став першим одноосібним головним тренером італійської збірної. До цього підготовкою створеної 1910 року національної команди займався колегіальний орган, Тренерська рада (італ. Commissione Tecnica). Виступ на Олімпіаді завершився поразкою на першому ж етапі і тренер повернувся до рідного Турина, де протягом наступних десяти років набирався досвіду на чолі тренерського штабу «Торіно».
У першій половині 1920-х на нетривалий час двічі повертався до збірної Італії, спочатку, у 1921, входив до чергового складу Тренерської ради, а у 1924 одноосібно готував національну команду до тогорічних Олімпійських ігор, на яких італійці вибули на етапі чвертьфіналів. Протягом 1924—1926 років тренував команду клубу «Мілан».
По-справжньому «епоха Поццо» почалася в італійському футболі 1929 року, в якому фахівця було знову призначено головним тренером національної команди. Вже наступного року італійцям вдалося здобути Кубок Центральної Європи, а за чотири роки, у 1934, — перемогти на домашньому чемпіонаті світу. Невипадковість цього тренерського успіху Поццо довів спочатку у 1936 році перемогою на футбольному турнірі Олімпійських ігор, а згодом вдалим захистом титулу чемпіонів світу на першості 1938 року.
Восени 1939 року розпочалася Друга Світова війна і до її завершення функціонування італійської футбольної збірної було значною мірою номінальним, команди проводила лише нерегулярні товариські матчі проти збірних команд країн-союзниць Італії у війні. Після війни збірна під керівництвом Поццо провела лише декілька товариських ігор та взяла участь в Олімпійських іграх 1948 року. До першого повоєнного чемпіонату світу італійців вже готувала чергова Тренерська рада, а Вітторіо Поццо почав працювати у спортивній журналістиці.

## «Метода» Вітторіо Поццо

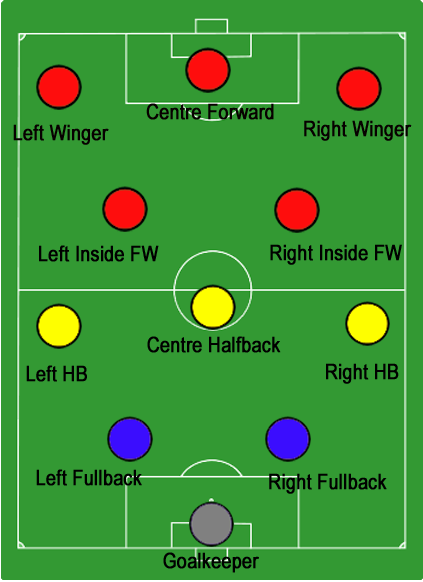
«Метода»

Перемоги очолюваної Вітторіо Поццо збірної Італії у 1930-х роках прийнято пов'язувати з розробленою ним тактичною розстановкою гравців на футбольному полі, відомою як «Метода» (італ. Metodo) або «Італійська система». Відмінністю цієї розстановки від найбільш розповсюдженої на той час формації 2-3-5 було відтягнення напівсередніх форвардів («інсайдів») ближче до півзахисту (формація трансформувалася у 2-3-2-3), а також відведення ролі плеймейкера не одному з інсайдів, а опорному півзахиснику.
Таким чином досягалася додаткова гнучкість тактичної схеми. З одного боку, при атакувальних діях гравець із м'ячем, плеймейкер, мав більше варіантів розвитку атаки, оскільки усі п'ять гравців атаки, включаючи обох інсайдів, були готові прийняти його передачу. З іншого — при втраті м'яча інсайди фактично виконували функцію півзахисників і суперники стикалися з дуже насиченою середньою ланкою з п'яти гравців.

## Титули і досягнення

### Як тренера
- Чемпіон світу (2):

1934, 1938
- Олімпійський чемпіон: 1936
- Кубок Центральної Європи (2):

1927-30, 1933-35